# میتسوبیشی ای۷ام
میتسوبیشی ای۷ام (به انگلیسی: Mitsubishi A7M) یک هواپیمای ساختِ کارخانهٔ میتسوبیشی در کشور ژاپن است. نخستین استفاده‌کنندهٔ این هواپیما سرویس هوایی نیروی دریایی امپراتوری ژاپن بوده‌است. این هواپیما برای نخستین بار در ۶ مه ۱۹۴۴ میلادی مورد استفاده قرار گرفت.